# Павловка (Кольчугинский район)
Павловка — деревня в Кольчугинском районе Владимирской области России, входит в состав Раздольевского сельского поселения.

## География
Деревня расположена в 16 км на юго-восток от центра поселения посёлка Раздолье и в 21 км на юго-восток от райцентра города Кольчугино на автодороге Р75 Колокша — Кольчугино — Александров.

## История
По данным на 1860 год деревня принадлежит Надежде Николаевне Хомутовой.
В конце XIX — начале XX века деревня входила в состав Дубковской волости Покровского уезда. В 1859 году в деревне числилось 35 дворов, в 1905 году — 35 дворов.
С 1929 года деревня входила в состав Черкутинского сельсовета Ставровского района, в 1932 — 1945 годах в составе Собинского района, с 1965 года — в составе Ельцинского сельсовета Кольчугинского района, с 1986 года — центр Павловского сельсовета, с 2005 года — в составе Раздольевского сельского поселения.
В 1968 году в деревне образована Павловская средняя школа.

## Население
| 1859 | 1905 | 1926 | 2002 | 2010 | 2021 |
| ---- | ---- | ---- | ---- | ---- | ---- |
| 213  | ↘192 | ↘114 | ↗385 | ↘338 | ↘311 |

## Инфраструктура
В селе находятся Павловская основная общеобразовательная школа, фельдшерско-акушерский пункт, дворец культуры, отделение почтовой связи, участковый пункт полиции.